# Ted Hood
Frederick Emmart Hood (* 5. Mai 1927 in Beverly, Massachusetts; † 28. Juni 2013 in Middleton, Rhode Island) war ein US-amerikanischer Segelmacher, Yachtkonstrukteur und Segelsportler. Hood wuchs in Marblehead, Massachusetts, an der amerikanischen Ostküste auf, lernte das Segeln bereits als Kind und gründete 1952 seine Firma Hood-Sailmakers.

## Seglerische Erfolge
Ted Hood erschien 1962 zum ersten Mal auf der America’s-Cup-Szene mit seiner Yacht Nefertiti. Er konnte sich trotz guter Erfolge gegen die spätere US-Titelverteidigerin Weatherly nicht durchsetzen. 1968 gewann Hood seine erste Regatta, das Newport-Bermuda-Race. 1971 siegte er im Marblehead-Halifax-Race und nahm 1974 mit seiner Yacht Robin am Southern Ocean Racing Circuit (SORC) teil.
Seinen größten seglerischen Erfolg verzeichnete er 1974 als Skipper der Verteidigeryacht (defender) Courageous im 22. America’s Cup (Entwurf: Sparkman & Stephens) gegen die australische Yacht Southern Cross von Alan Bond. Die Southern Cross war ein sehr schnelles Boot, das die France von Baron Marcel Bich (Frankreich) in der Herausforderungsrunde deutlich geschlagen hatte. Ted Hood siegte gegen die australische Yacht in vier Rennen eindrucksvoll, im letzten mit einem Vorsprung von 7 Minuten und 19 Sekunden. Als America’s-Cup-Skipper wurde ihm eine besondere Begabung für die Auswahl und Führung der Crewmitglieder nachgesagt, was die fehlerfreie Serie gegen Southern Cross begünstigte.
1976 entwarf und baute Ted Hood die 12-Meter-Yacht Independence aus Aluminium und verlor die Verteidiger-Ausscheidungsregatten letztlich gegen Ted Turner mit Courageous. 
Für seine Verdienste um dem America’s Cup wurde er 1993 als Inductee (Mitglied) in die America’s Cup Hall of Fame aufgenommen.

## Unternehmer
Die seglerischen Erfolge begründeten auch Hoods unternehmerischen Erfolg als Segelmacher und Yachtkonstrukteur. So entstanden von seinem Reißbrett über 1.600 Yachtentwürfe. Sein berühmtester Riss war die 60-Fuß-Yacht American Promise, mit der der US-Amerikaner Dodge Morgan 1985–86 mit 150 Tagen einen Weltumsegelungsrekord aufstellte.
Bekanntheit und wirtschaftlichen Durchbruch erreichte Ted Hood durch die Entwicklung der erfolgreichen Parallelbahnen-Spinnaker für die 12-Meter-Yachten des America’s Cups. Danach wurden die von ihm geschnittenen Großsegel und Focks zum Standard. Als erste Segelmacherei webte seine Firma die verarbeiteten Segeltuche aus Dacron selbst. Hood entwickelte auch die Rollreffanlagen weiter, bei denen die Segel in den Großbaum oder in den Mast gezogen werden können.
1987 verlegte Hood den Sitz seiner Firma nach Portsmouth, Rhode Island (USA). 1999 verkaufte er seine Firma an Hinckley Yachts. Ted Hood war danach Chef seines eigenen unabhängigen Yachtkonstruktionsbüros, Ted Hood Yachts, LLC, das ihr Domizil in dem Hinkley Yachts Komplex innerhalb der Melville Marina in Portsmouth, Rhode Island, hatte. Ted Hood Yachts vertrieb acht Standard-Entwürfe für Motoryachten, bestehend aus zwei Coastal Explorer Typen und sechs Yachten der Expedition-Serie. Daneben hatte er zwei ozeantaugliche Motorsegler-Entwürfe im Programm. Alle Yachten wurden in Xiamen (China) hergestellt.